# Rudež
Rudež je priimek več znanih ljudi:
- Anton Rudež (1757—1829), slovenski preroditelj, graščak
- Anton Rudež (1847—1907), slovenski surdopedagog, publicist
- Božo Rudež, hrvaški urednik, publicist, založnik (prof. književnosti in filozofije)
- Damjan Rudež (*1986), hrvaški košarkar
- Franc Rudež (1823—1875), slovenski politik
- Jasmin Rudež, Slovensko planinsko društvo Trst
- Josip (Pino) Rudež (*1938), zamejski šolnik, športni delavec (planinec), šahist, filmski snemalec
- Jožef Rudež (1793—1846), slovenski etnograf, mecen, graščak
- Karel Dragotin Rudež (1833—1885), slovenski politik
- Radko Rudež (1922—2016), slovenski jezuit, misijonar v Zambiji